# Shahriyar (Mogulprinz)

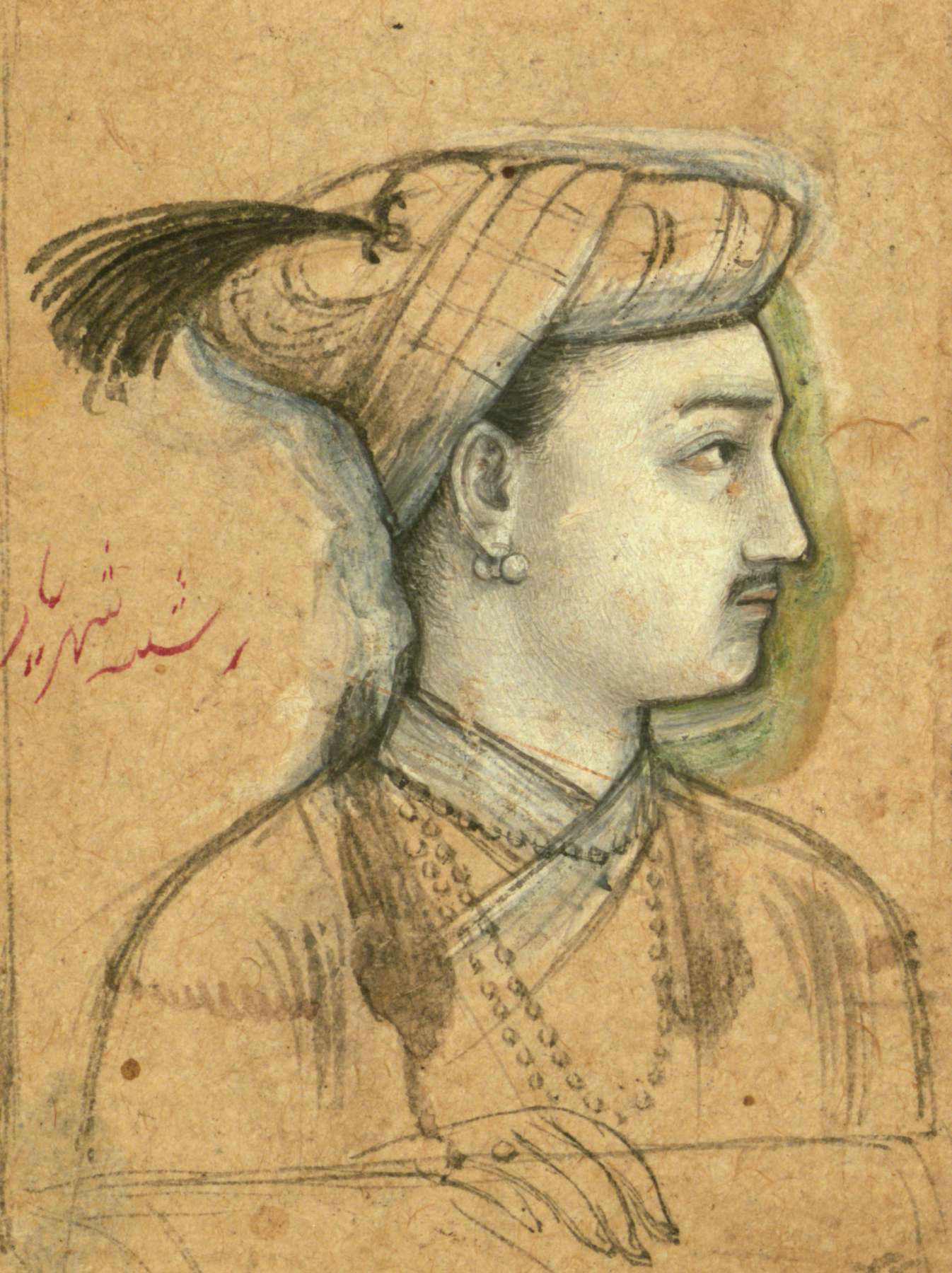
Prinz Shahriyar

Prinz Shahriyar oder Shahryar (geboren 16. Januar 1605; gestorben 23. Januar 1628) war der fünfte und jüngste Sohn des Mogulherrschers Jahangir (reg. 1605–1627). Nach dem Tod seines Vaters versuchte er den Thron an sich zu reißen, doch unterlag er dem Heer seines Halbbruders Shah Jahan (reg. 1627/8–1658).

## Familie
Shahriyar wurde wenige Monate vor dem Tod seines Großvaters Akbar I. geboren. Seine Mutter war die Tochter von Raja Birbal, dem hinduistischen Hofpoeten und Ratgeber Akbars, doch seine Stiefmutter Nur Jahan (1577–1645), die Hauptfrau Jahangirs, kümmerte sich liebevoll um den Jungen. Im Alter von 16 Jahren heiratete er ihre ebenfalls im Jahr 1605 geborene Tochter aus erster Ehe, Ladli Begum, mit der er eine Tochter mit Namen Arzani Begum hatte, die später den letzten bedeutenden Großmogul Aurangzeb (reg. 1658–1707) ehelichen sollte.

## Biografie
Im Jahr 1625 wurde Shahriyar von Jahangir zum Gouverneur (subahdar) von Thatta ernannt. Nach dem Tod seines opium- und alkoholsüchtigen Vaters bestieg er mit Rückendeckung seiner einflussreichen Stiefmutter am 7. November 1627 den Mogulthron. Durch großzügige Geldgeschenke erwarb er sich die Unterstützung einiger Noblen des Reiches. Im Januar des Folgejahres jedoch traf sein Heer bei Lahore auf das Asaf Khans, der Prinz Khurram, den dritten Sohn Jahangirs unterstützte. Die Truppen Shahriyars erlitten eine Niederlage und einige Tage darauf wurde er auf Befehl Asaf Khans geblendet. Er schrieb noch ein bewegendes Versgedicht, doch nach der Inthronisierung Prinz Khurrams als Mogulkaiser Shah Jahan wurden er, seine Anhänger und andere mögliche Thronprätendenten auf dessen Befehl ermordet.